# NGC 1303
NGC 1303 في الفهرس العام الجديد، هي مجرة، تقع في كوكبة النهر. اكتشفت في 28 أكتوبر 1865 بواسطة هاينريش لويس دريست.

## روابط خارجية
- NGC 1303 على موقع ويكي سكاي: DSS2, SDSS, GALEX, IRAS, Hydrogen α, X-Ray, Astrophoto, Sky Map, Articles and images